# Kilindini

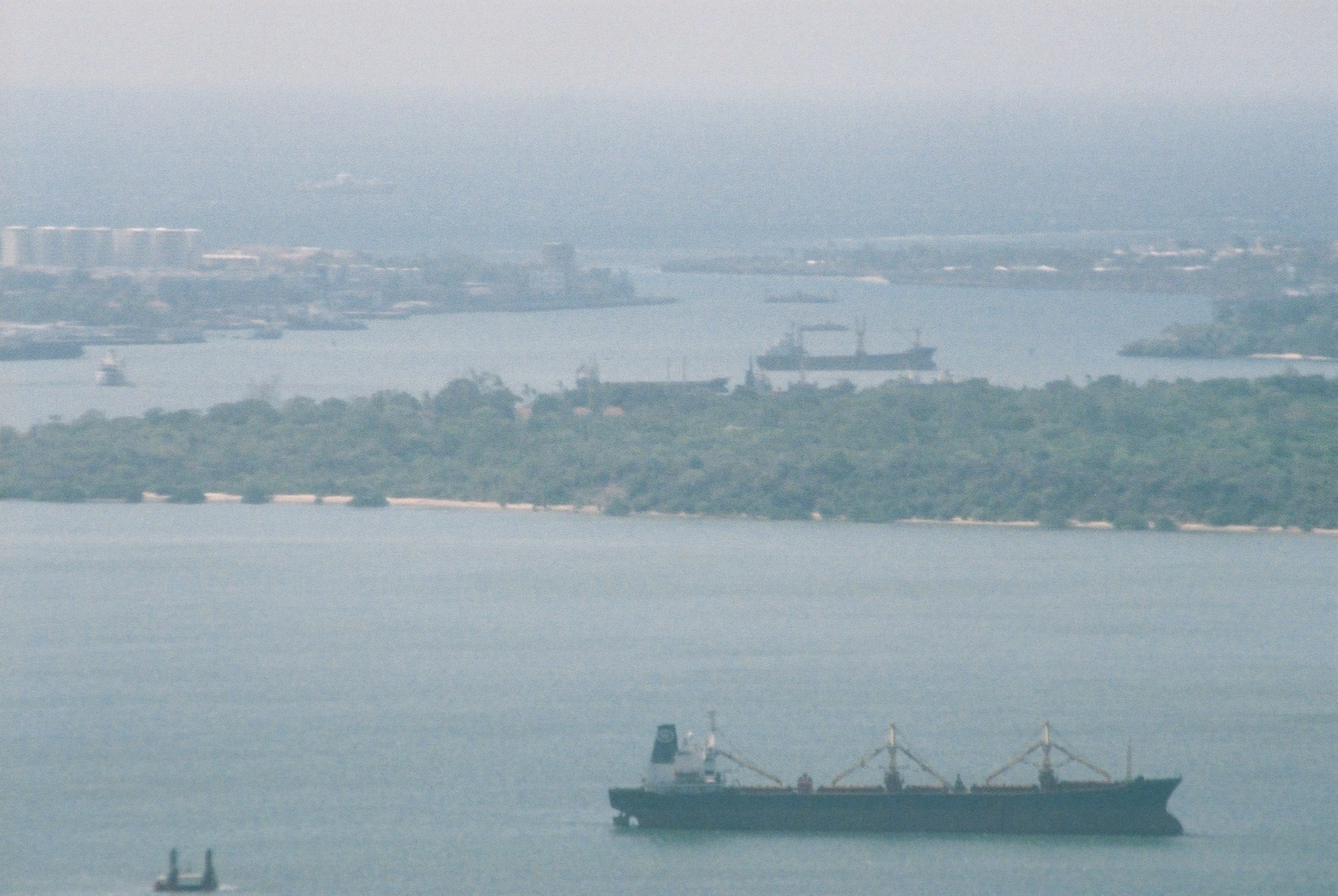
Haven van Mombassa

Kilindini is een natuurlijke haven bij de Keniaanse stad Mombassa. Kilindini vormt het grootste deel van de haven van Mombassa, die de enige internationale haven is van Kenia. Tijdens een deel van de Tweede Wereldoorlog was de Britse Eastern Fleet gestationeerd in Kilindini.
Kilindini is afkomstig uit het Swahili en betekent diep. Kilindini is erg diep doordat het kanaal een ría is.